# Arthur H. Robinson
Arthur Howard Robinson (Montreal; 5 de enero de 1915-Madison; 10 de octubre de 2004) fue un geógrafo estadounidense especializado en Cartografía, profesor en el Departamento de Geografía en la Universidad de Wisconsin-Madison de 1947 a 1980. Fue un prolífico escritor e influyente filósofo sobre cartografía, y uno de sus más notables legados fue la proyección de Robinson en 1961.

## Biografía
Arthur H. Robinson nació en Montreal (Quebec, Canadá) de padres estadounidenses. Vivió en el Reino Unido durante su juventud. Realizó sus estudios de pregrado en la Universidad de Miami en Oxford, Ohio, obteniendo el Bachelor of Arts en 1936. Demostró aptitudes para la cartografía, y comenzó dibujando mapas para libros de texto mientras conseguía el máster en la Universidad de Wisconsin-Madison en 1938. Obtuvo el doctorado en la Universidad Estatal de Ohio en 1947. Mientras se encontraba en dicha universidad, Robinson trabajaba resolviendo problemas en el Map Communication Model.
Durante la Segunda Guerra Mundial Robinson fue director de la división de mapas de la Oficina de Servicios Estratégicos (Office of Strategic Services, OSS). En 1941, cuando entró en la OSS, aún no existían cartógrafos tal como hoy se conocen. Robinson supervisó la creación de 5 000 mapas dibujados a mano y asistió a las conferencias de los Aliados en Quebec y El Cairo en 1943 y 1944. Por sus esfuerzos Robinson recibió la Legión al Mérito del Ejército de los Estados Unidos en 1946.
En 1947 Robinson entra en el departamento de geografía de la Universidad de Wisconsin-Madison, donde llevó a cabo su carrera profesional. Robinson buscó establecer la cartografía como una disciplina reconocida y, finalmente, la universidad expidió tanto pregrados como másteres en cartografía. El programa de cartografía de Wisconsin ha otorgado más de 100 másteres y 20 doctorados, y muchos de los destinatarios de los doctorados han creado respetados programas de cartografía en otras universidades. Hoy la biblioteca de mapas de la Universidad de Wisconsin-Madison está nombrada en su honor.
Robinson fue presidente de la Asociación Cartográfica Internacional, y vicepresidente y presidente de la Asociación de Geógrafos Americanos.

## Obra
Robinson fue un prolífico escritor e influyente filósofo sobre cartografía:
- En The Look of Maps (1952), basado en su tesis doctoral, Robinson instaba a los cartógrafos a considerar la función del mapa como parte integral del proceso de diseño.
- En In the Nature of Maps (1976), Robinson creó, junto con Barbara Bartz Petchenik, el término map percipient. Los autores subrayaron que «la naturaleza del mapa como imagen y la forma en que funciona como medio de comunicación entre el cartógrafo y el perceptor [percipient] necesitan de un análisis y consideración mucho más profundos que hasta ahora».[7]
- Robinson también corredactó un libro de texto ampliamente usado, Elements of Cartography, cuya sexta edición fue publicada en 1995.

### La proyección de Robinson
Uno de los más notables legados de Robinson fue la proyección de Robinson. En 1961, Rand McNally pidió a Robinson que eligiese una proyección para un mapamundi que, entre otros criterios, fuese ininterrumpida, tuviese una distorsión limitada y fuese agradable a la vista. Dado que Robinson no pudo encontrar ninguna proyección que satisficiera dichos criterios, Rand McNally le solicitó el diseño de una nueva.
Robinson llevó a cabo un proceso iterativo para crear una proyección pseudocilíndrica que alcanzase un compromiso entre las distorsiones en las áreas y en las distancias, para conseguir una visualización más natural. Esta proyección ha sido ampliamente usada desde su introducción. En 1988 la National Geographic Society la adoptó para sus mapas del mundo, pero la sustituyó en 1998 por la proyección de Winkel-Tripel.